# Beatrice Frasl
Beatrice Frasl (* 1987 in Hollabrunn, Österreich) ist eine österreichische Autorin, Podcasterin, Kolumnistin, Kulturwissenschafterin und Feministin.

## Leben
Beatrice Frasl wuchs im Weinviertel auf. Sie besuchte die Oberstufe im Bundesoberstufenrealgymnasium Krems, wo sie 2005 maturierte. Daraufhin fing sie an Jazzgesang zu studieren, was sie allerdings abbrach. Sie studierte dann Anglistik und Amerikanistik sowie Gender Studies an der Universität Wien. Ihren Abschluss machte Frasl in Anglistik und Amerikanistik an der Universität Wien. Im Rahmen ihres Doktorates war Frasl von September 2015 bis Juni 2017 Junior Fellow am Internationalen Forschungszentrum Kulturwissenschaften (IFK) in Wien. Während dieses Fellowships war sie ein Jahr am King’s College London im Doktorat Film Studies und an der University of Hull. Später war sie auch Lehrende an der Universität Wien sowie zwischen 2018 und 2020 Mentee im doc:muv Mentoringprogramm für Nachwuchswissenschafterinnen. Sie schreibt für Medien im In- und Ausland, publiziert wissenschaftlich, hält Vorträge und Workshops in den Bereichen Feminismus, Geschlecht, Geschlechterforschung und Queer Studies. Neben ihren Podcasts – She Who Persisted (2017–2019), Geschwester Grimm (2018) und Große Töchter – der feministische Podcast für Österreich (seit 2018) – ist Frasl auf Social Media aktiv. Von September 2018 bis Oktober 2019 war Frasl parlamentarische Fachreferentin für Gleichbehandlungspolitik. 2022 erschien ihr Buch Patriarchale Belastungsstörung. Geschlecht, Klasse und Psyche im Haymon Verlag. Seit 1. Januar 2023 ist Beatrice Frasl als unabhängige Beirätin in der Stiftung COMÚN aktiv, mit 1. Januar 2024 wurde sie erneut als solche bestellt.

## Themen und Positionen

### Feminismus
Der wohl bedeutendste Themenblock, in den eigentlich alles eingeordnet werden kann, was Beatrice Frasl macht, ist Feminismus bzw. Frauen in der Gesellschaft. Dabei greift sie Themen auf, die tagespolitisch aktuell sind und die Gesamtgesellschaft bewegen (sollten). So spricht sie über den Gender-Pay-Gap, genauso wie über die Auswirkungen der Corona-Krise auf Frauen. Im Juli 2019 war sie zu der von Benedikt Weingartner moderierten und auf Okto ausgestrahlten Gesprächsreihe „Europa: DIALOG“ zum Thema „100 Jahre Frauenwahlrecht, und jetzt?“ eingeladen und diskutierte dort gemeinsam mit Sigrid Maurer, Irmgard Griss und Evelyn Regner über die immer noch fehlende Gleichstellung von Frauen in der Gesellschaft.
In ihrem Podcast „Große Töchter“ beleuchtet Frasl in jeder Folge eine frauenspezifische, gesellschaftspolitische Frage, die sie mit Experten diskutiert. Doch auch auf Instagram und Twitter kommentiert sie etwa das Tagesgeschehen mit einer feministischen Brille, deckt sexistische Posts auf und reagiert auf (online oder offline) Diskussionen, die Frauen (besonders) betreffen. Das macht sie auf eine oft sehr sarkastische, aber informative Art und Weise. Beatrice Frasl spricht in ihrem Podcast und auf Social Media Missstände an und ruft zu einem anderen Handeln auf. Sie nutzt diese Plattformen also auch als Medium für Aktivismus. In den Podcast-Folgen Beas Senf (Sonderfolgen vom Große Töchter-Podcast) geht es konkret um Petitionen, soziale Bewegungen und Diskussionen in Social Media, zu deren Befeuerung Frasl aufruft.

### Psychische Gesundheit
Ein besonderes Augenmerk gibt Frasl dem Thema Depression, das sie aus ihrem ganz persönlichen, privaten Blickwinkel beleuchtet. Es geht ihr dabei um eine Ent-Tabuisierung des Themas, das viele betrifft und ihrer Absicht nach oft unter den Teppich gekehrt wird. Sie beschreibt Symptome und Zustände während einer depressiven Phase, klärt über Befindlichkeiten bei Betroffenen auf und macht sich für mehr Verständnis und Akzeptanz von Depression in der Gesellschaft stark. Dabei ist ihr der Zusammenhang zwischen politischen und sozioökonomischen Strukturen und psychischer Gesundheit wichtig. Frasl setzt sich für Behandlungsmöglichkeiten und den freien Zugang zu Therapie ein. Besonders auf ihren Social-Media-Kanälen äußert sie sich zu diesem Thema und beteiligt sich aktiv bei der Kampagne #mehrpsychotherapie. Frasl wurde in der von Johanna Hirzberger gestalteten Sendereihe Digital.Leben auf Ö1 zum Thema „Instagram als Hilfe bei Depression“ interviewt. Bis 2022 schrieb sie den „Ent-Störungsbericht“ für die Futter.

### LGBTIQ Aktivismus/Bisexualität
Frasl setzt sich mit dem Thema LGBTIQ Aktivismus, besonders mit Bisexualität auseinander. Sie kämpft für mehr Sichtbarkeit, Aufklärung und Akzeptanz. Ihr Verständnis von Bisexualität ist dabei angelehnt an Robyn Ochs, also einem sehr offenen Zugang zu Bisexualität. Danach beschreibt es das romantische und/oder sexuelle Begehren von Personen mit gleicher Geschlechtsidentität oder mit einer anderen, wobei die Anzahl dieser anderen Geschlechtsidentitäten offen bleibt. Beatrice Frasl spricht in ihren Posts und auch in den Podcasts Vorurteile und Klischees gegen bisexuelle Personen an, deckt Gewalt gegen bisexuelle Menschen auf und leistet Aufklärung rund um das Thema Sexualität.

## Podcasts

### Große Töchter – der feministische Podcast für Österreich
Der Podcast Große Töchter – der feministische Podcast für Österreich befasst sich explizit mit feministischen, politischen Themen im Kontext Österreichs. Der Name bezieht sich auf den veränderten Text der österreichischen Nationalhymne, der sehr viele Diskussionen nach sich gezogen hatte. Im Podcast werden tagesaktuelle Themen diskutiert, aber auch Grundsatzfragen gestellt: „[...] er ist ein feministischer Podcast, der sich österreichischen Themen und aktuellen, politischen Entwicklungen in Österreich aus einer feministischen Perspektive widmet.“ Den letzten Anstoß zu diesem Podcast lieferte der Wahlsieg der Österreichischen Volkspartei (ÖVP) und die Implementierung einer Schwarz-Blauen Regierung in Österreich im Jahr 2017.
Beatrice Frasl spricht in etwa einstündigen Folgen mit Menschen unterschiedlicher Bereiche – Politik, Aktivismus, Kultur und/oder Wissenschaft – über tagesaktuelle Themen. So zum Beispiel, in der ersten Folge, mit Gabriele Heinisch-Hosek über Johanna Dohnal und das Feministin-Sein in der Politik. Zu den Gästen zählten bisher unter anderen die Politikerinnen Claudia Gamon, Sigi Maurer, Maria Rauch-Kallat, Viktoria Spielmann und Mireille Ngosso, die Autorinnen und Journalistinnen Hanna Herbst, Veronika Bohrn Mena und Ingrid Brodnig sowie die Soziologin Laura Wiesböck.
Der Podcast soll, im Gegensatz zu einem früheren Projekt, dem Podcast She who persisted, niederschwelliger, weniger akademisch und leichter zugänglich sein. Der Podcast wurde in der österreichischen Tageszeitung Der Standard sowie in der österreichischen Wochenzeitung Falter empfohlen. 2018 war Große Töchter als erster Podcast in Österreich für einen journalistischen Preis, die Medienlöwin des Österreichischen Journalistinnenkongresses, nominiert, ebenso im Jahr 2021. Beim FM4 Exit Poll 2020 wurde er zum zweitbeliebtesten Podcast des Jahres gewählt, sowie 2021 und 2022 zwei Jahre in Folge zum beliebtesten Podcast des Jahres. 2021 erhielt Große Töchter den k.at Podcast Award in der Kategorie Aktivismus. 2023 erreichte der Podcast den siebenten Platz bei den Ö3 Podcast Awards.

### Frühere Projekte
Von 2017 bis 2019 gestaltete Beatrice Frasl zusammen mit Elizabeth Schreiber-Byers, Heather Moser und Bethany Pemberton den englischsprachigen feministischen Podcast She Who Persisted. The Nasty Podcast. Darin wurden breit gefächerte Themen unter einer feministischen Perspektive besprochen, von politischen über mythologische, popkulturelle, gesundheitspolitische und Reproductive rights bis hin zu LGBTIQA-Themen. 2018 produzierte sie mit ihrer Schwester Georgina Frasl Geschwester Grimm. Grusliches und Grausliches aus Österreich. Der Podcast behandelte True Crime-Fälle und paranormale Geschichten aus Österreich. Beide Podcasts sind nicht mehr aktiv.

## Wissenschaftliche Arbeiten
Neben ihren feministisch-aktivistischen Projekten ist Frasl außerdem Kulturwissenschafterin und Geschlechterforscherin. Sie forscht vorwiegend zu Filmen und der Konstruktion von Geschlecht – dabei geht es ihr vor allem um die vorherrschend visualisierte Heteronormativität sowie auch um die Konstruktion von Gender, Sexualität und Otherness. Derzeit ist Frasl Doktorandin an der Universität Wien im Bereich Gender/Queer Studies. Ihre von Elisabeth Holzleithner und Monika Seidl betreute Doktorarbeit mit dem Titel Who is the monster and who is the man? Constructions of heteronormativitiy and (sexual) Otherness in Disney's animated feature films beleuchtet die Weiblichkeitskonstrukte von Disneyprinzessinnen und die Veränderung in den unterschiedlichen Phasen der Entstehung. Sie stellt auch die Frage, wie Heteronormativität dargestellt wird. Dabei analysiert sie aus einer queerfeministischen Perspektive, wie Heteronormativität und Geschlecht in Disney Filmen zusammenspielen. Sie zeigt etwa auf, wie homosexuell und transsexuell konnotierte Elemente den Bösewichten zugeschrieben werden. Bereits in ihrer Diplomarbeit in Anglistik und Amerikanistik arbeitete Frasl im Themenkomplex Queer Studies und Film. Sie analysierte darin den Fernsehcartoon SpongeBob SquarePants mit der Frage, welche Konstruktion von Männlichkeit sich in ihm findet und welche Rolle Humor bei der Darstellung von heteronormativer Geschlechtsidentität spielt.

## Journalistische Arbeiten
Beatrice Frasl schreibt Artikel für Alltagsmedien und ausgewählte (feministische) Medien, unter anderem für Arbeit & Wirtschaft und für die an.schläge. Sie publiziert vorwiegend zum Thema ihrer Dissertation, der Heteronormativität und Konstruktion von Gender, Sexualität und Otherness in Disney Filmen sowie zu gesellschaftspolitischen, insbesondere feministischen Themen (u. a. in der Zeitschrift Wienerin, im Stern und im Magazin Edition F) und zu politischen Aspekten der psychischen Gesundheit. Bis 2022 schrieb Frasl die Kolumne Ent-Störungsbericht für die Futter (Kleine Zeitung). Aktuell ist sie Kolumnistin bei der Wiener Zeitung.

## Publikationen
- Bright young women, sick of swimmin’, ready to ... consume? The construction of postfeminist femininity in Disney’s The Little Mermaid. In: European Journal of Women’s Studies. Band 25, Nr. 3, 2018, S. 341–354, doi:10.1177/1350506818767709.
- Team Maleficent – Das Monströse Weibliche und/als das Monströse Queere bei Disney. In: Aenne Gottschalk, Susanne Kersten, Felix Krämer (Hrsg.): Doing Space while doing Gender. Vernetzungen von Raum und Geschlecht in Forschung und Politik. transcript, Bielefeld 2018, ISBN 978-3-8376-3536-2, S. 201–222.
- mit Robyn Muir, Christie Marie Lauder und Elizabeth Schreiber-Byers (Hrsg.): Evil Women: Representations within Literature, Culture and Film. Reihe: At the Interface / Probing the Boundaries. Band 137. Brill, Leiden 2022, doi:10.1163/9789004499508, ISBN 978-90-04-49949-2.
- Patriarchale Belastungsstörung. Geschlecht, Klasse und Psyche. Haymon, Innsbruck 2022, ISBN 978-3-7099-8175-7.
- Entromantisiert euch! Ein Weckruf zur Abschaffung der Liebe. Haymon, Innsbruck 2025, ISBN 978-3-7099-8251-8.